# Yargatenga
Yargatenga è un dipartimento del Burkina Faso classificato come comune, situato nella Provincia  di Koulpélogo, facente parte della Regione del Centro-Est.
Il dipartimento si compone del capoluogo e di altri 17 villaggi: Bama, Besseme, Bilemtenga, Bou, Cinkansé, Dirihore, Doukbole, Hornogo, Kampoaga, Kiniwaga, Kiongo, Métemete, Sibtenga, Tounougou Tone, Waongo, Yoyo e Zoaga.